# شوساكو هيراساوا
شوساكو هيراساوا (مواليد 5 مارس 1949) هو لاعب كرة قدم ياباني سابق كان يجيد اللعب كمهاجم و‌كلاعب وسط. سبق له أن لعب مع منتخب اليابان.

## إحصائيات مسيرة النادي
| أداء النادي | أداء النادي | أداء النادي                           | الدوري | الدوري  |
| الموسم      | النادي      | الدوري                                | الظهور | الأهداف |
| اليابان     | اليابان     | اليابان                               | الدوري | الدوري  |
| ----------- | ----------- | ------------------------------------- | ------ | ------- |
| 1967        | هيتاتشي     | دوري اليابان لكرة القدم الدرجة الأولى | 11     | 4       |
| 1968        | هيتاتشي     | دوري اليابان لكرة القدم الدرجة الأولى | 13     | 3       |
| 1969        | هيتاتشي     | دوري اليابان لكرة القدم الدرجة الأولى | 13     | 2       |
| 1970        | هيتاتشي     | دوري اليابان لكرة القدم الدرجة الأولى | 14     | 1       |
| 1971        | هيتاتشي     | دوري اليابان لكرة القدم الدرجة الأولى | 11     | 1       |
| 1972        | هيتاتشي     | دوري اليابان لكرة القدم الدرجة الأولى | 14     | 2       |
| 1973        | هيتاتشي     | دوري اليابان لكرة القدم الدرجة الأولى | 17     | 2       |
| 1974        | هيتاتشي     | دوري اليابان لكرة القدم الدرجة الأولى | 15     | 2       |
| 1975        | هيتاتشي     | دوري اليابان لكرة القدم الدرجة الأولى | 18     | 1       |
| 1976        | هيتاتشي     | دوري اليابان لكرة القدم الدرجة الأولى | 17     | 2       |
| 1977        | هيتاتشي     | دوري اليابان لكرة القدم الدرجة الأولى | 7      | 0       |
| 1978        | هيتاتشي     | دوري اليابان لكرة القدم الدرجة الأولى | 10     | 0       |
| البلد       | اليابان     | اليابان                               | 160    | 20      |
| المجموع     | المجموع     | المجموع                               | 160    | 20      |

## إحصائيات المسيرة الدولية
| منتخب اليابان | منتخب اليابان | منتخب اليابان |
| السنة         | الظهور        | الأهداف       |
| ------------- | ------------- | ------------- |
| 1972          | 2             | 0             |
| 1973          | 4             | 1             |
| 1974          | 5             | 0             |
| المجموع       | 11            | 1             |

## روابط خارجية
- شوساكو هيراساوا على موقع قاعدة بيانات كرة القدم.إي يو (الإنجليزية)
- شوساكو هيراساوا على موقع ناشيونال فوتبول تيمز (الإنجليزية)